# 179P/Jedicke
La comète Jedicke 1, officiellement 179P/Jedicke, est une comète périodique du système solaire, découverte le 9 janvier 1995 par Robert Jedicke.